# LGBT práva na Palau

Duhová mapa Palau

Stejnopohlavní sexuální styk je na Palau legální od 23. července 2014 po přijetí nového trestního zákoníku. Předtím byla soulož mezi muži ilegální a šlo za ní uložit trest odnětí svobody v maximální délce trvání 10 let. Pohlavní styk mezi ženami byl legální. V říjnu 2011 slíbila zdejší vláda, že tyto zákony zruší.
Ústava Palauské republiky definuje manželství jako svazek muže a ženy. Toto ustanovení přijala v r. 2008 jako jednu z 22 změn ústavy přijatých během Palauského referenda 4. listopadu 2008.
Veřejné projevy lásky mezi osobami stejného pohlaví je postihnutelné.

## Souhrnný přehled
| Legální stejnopohlavní styk                                                            | (2014)                     |
| Stejný věk legální způsobilosti k pohlavnímu styku pro obě orientace                   | (2014)                     |
| Antidiskriminační zákony v zaměstnání                                                  | No                         |
| Antidiskriminační zákony v přístupu ke zboží a službám                                 | No                         |
| Antidiskriminační zákony v ostatních oblastech (homofobní urážky, zločiny z nenávisti) | No                         |
| Stejnopohlavní manželství                                                              | (Ústavní zákaz od r. 2008) |
| Stejnopohlavní soužití                                                                 | No                         |
| Adopce dítěte partnera                                                                 | No                         |
| Společná adopce dětí stejnopohlavními páry                                             | No                         |
| Gayové a lesby smějí otevřeně sloužit v armádě                                         | Palau je zemí bez armády   |
| Možnost změny pohlaví                                                                  | No                         |
| Přístup k umělému oplodnění pro lesbické ženy                                          | No                         |
| Náhradní mateřství pro gay páry                                                        | No                         |
| MSM smějí darovat krev                                                                 | No                         |